# Pratapgarh (taluka)
Pratapgarh fou un estat tributari protegit, un talukdari del Districte de Pratabgarh (Uttar Pradesh) amb 276 pobles, governat per una dinastia somabansi. El domini fou conegut inicialment com a Taroul o Tiroul i fou fundat per Kunwar Sujan Singh, fill de Raja Sangram Singh de Tiroul. A la meitat del segle XVII Pratap Singh va establir el quarter general a Rampur prop de la ciutat d'Aror, i va fundar un fort al que va donar el seu nom (Pratapgarh = Fort de Pratap). El títol de raja concedit a la segona meitat del segle XIX a títol personal, fou convertit en hereditari el 1898. El 1921 a la mort de Pratap Bahadur Singh el va succeir el seu fill Ajit Pratap Singh, de 4 anys, que al llarg de la seva vida va ocupar nombrosos càrrecs, entre els quals el de diputat i ministre (nacional i de l'estat); el talukdari fou abolit el 1953 i Ajit Pratap Singh va morir el 6 de gener de 2000.

## Llista dels darrers talukdaris
- Babu Abhiman Singh, mort després de 1800
- Babu Gulab Singh vers 1857
- Raja Ajit Singh (net de Abhiman, fill de Bishnath Singh) ?-1889
- Raja Bahadur Raja Pratap Bahadur Singh 1889-1921 (fill)
- Raja Ajit Pratap Singh 1921-1953 (+2000)